# Город (газета)
Город — таганрогская городская общественно-политическая ежедневная газета, учрежденная в 1994 году.

## История газеты
Газета «Город» была учреждена Н.Б. Семушиным в 1994 году. С 1995 года выходила 3 раза в неделю. Имела приложения: еженедельник «Город-экспресс», программу телепередач «Город», бюллетень «Город официальный» — печатный орган городской Думы. 
Газета распространялась как в розницу, так и через подписку по каталогу «Союзпечати».
Прекратила существование в 2002 году.

## Известные сотрудники
- Строганов, Алексей Михайлович (1962) — российский журналист, главный редактор «Новой таганрогской газеты»[2].